# 伊拉克鐵路DEM2700型柴油機車
DEM2700型，是供伊拉克鐵路使用的柴油機車車種之一。

## 概要
這款機車由中国大连机车製造，為數50輛，中國廠方型號為東風10FI型（DF10FI）。2001年，伊拉克在經联合国同意下，向俄罗斯、法国及中国訂購鐵路機車，其中大連廠先獲得30輛柴油機車訂單，至同年11月15日，大連廠獲伊拉克加訂20輛機車，使訂單數量增至50輛。
這50輛機車在設計上均作出改動，以適應當地炎熱、乾燥及大風沙的氣候。全數均於2002年年完成製造，並分批於大連港裝船運往伊拉克。

## 外部連結
- 出口伊拉克内燃机车 （页面存档备份，存于）
- 我国客货两用机车首次出口伊拉克[永久]
- 大连内燃机车大批量出口 （页面存档备份，存于）
- 出口伊拉克内燃机车项目 （页面存档备份，存于）